# Alta California (quotidien)
L'Alta California est le premier journal, puis le premier quotidien, de Californie. Apparu au milieu du XIXe siècle à San Francisco, il est resté célèbre pour sa relation avec Mark Twain.

## LeCalifornia Star

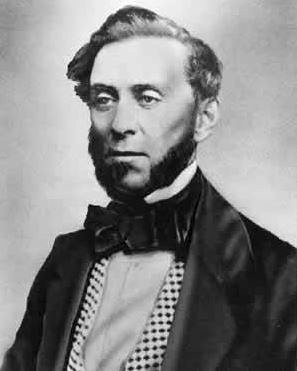
L'homme d'affaires Samuel Brannan (1819-1889).

Le premier journal publié en Californie est le California Star, dont le premier numéro paraît le 9 janvier 1847. Son fondateur est Samuel Brannan, lequel a auparavant participé à la publication de plusieurs journaux mormons de New York et a apporté avec lui, lors de son départ pour la Californie, une petite presse.
Le California Star est le seul journal local jusqu'à ce qu'une ancienne publication, Le Californien, vienne s’établir  à Yerba Buena, comme San Francisco s'appelle à l'époque, au milieu de l’année 1847. La ville s’apprête alors à connaître de profonds et rapides changements, notamment dus à  la ruée vers l’or. 
Le journal, hebdomadaire, paraît jusqu'au 14 juin 1848, date à laquelle il faut en interrompre la publication car l'ensemble du personnel a quitté la ville pour les champs aurifères. Le Californien suspend également sa publication, pour la même raison, le 29 mai de la même année.

## Fusion et changement de nom
Plus tard dans l'année, Sam Brannan vend ses intérêts dans le moribond California Star à Edward Cleveland Kemble, qui acquiert également Le Californien et réunit les deux journaux sous le titre Star and Californian en novembre 1848. Le 23 décembre 1848, il publie un article indiquant que ce sera là la dernière publication sous ce nom. À la suite d'un arrangement commercial avec la société Gilbert, Kemble et Hubbard, un nouveau titre, celui qui va perdurer, est lancé à partir du 4 janvier 1849 : Alta California.
Le 22 janvier 1849 paraît donc le premier quotidien de Californie. Le 4 juillet 1849, Semple commence à imprimer le Quotidien de l'Alta California sur une nouvelle presse à vapeur, la première presse de ce type à l'Ouest.
En 1863, Albert S. Evans devient rédacteur-en-chef du journal et le reste pendant plusieurs années. Le journal est publié jusqu'au 2 juin 1891.

## Les reportages de Mark Twain

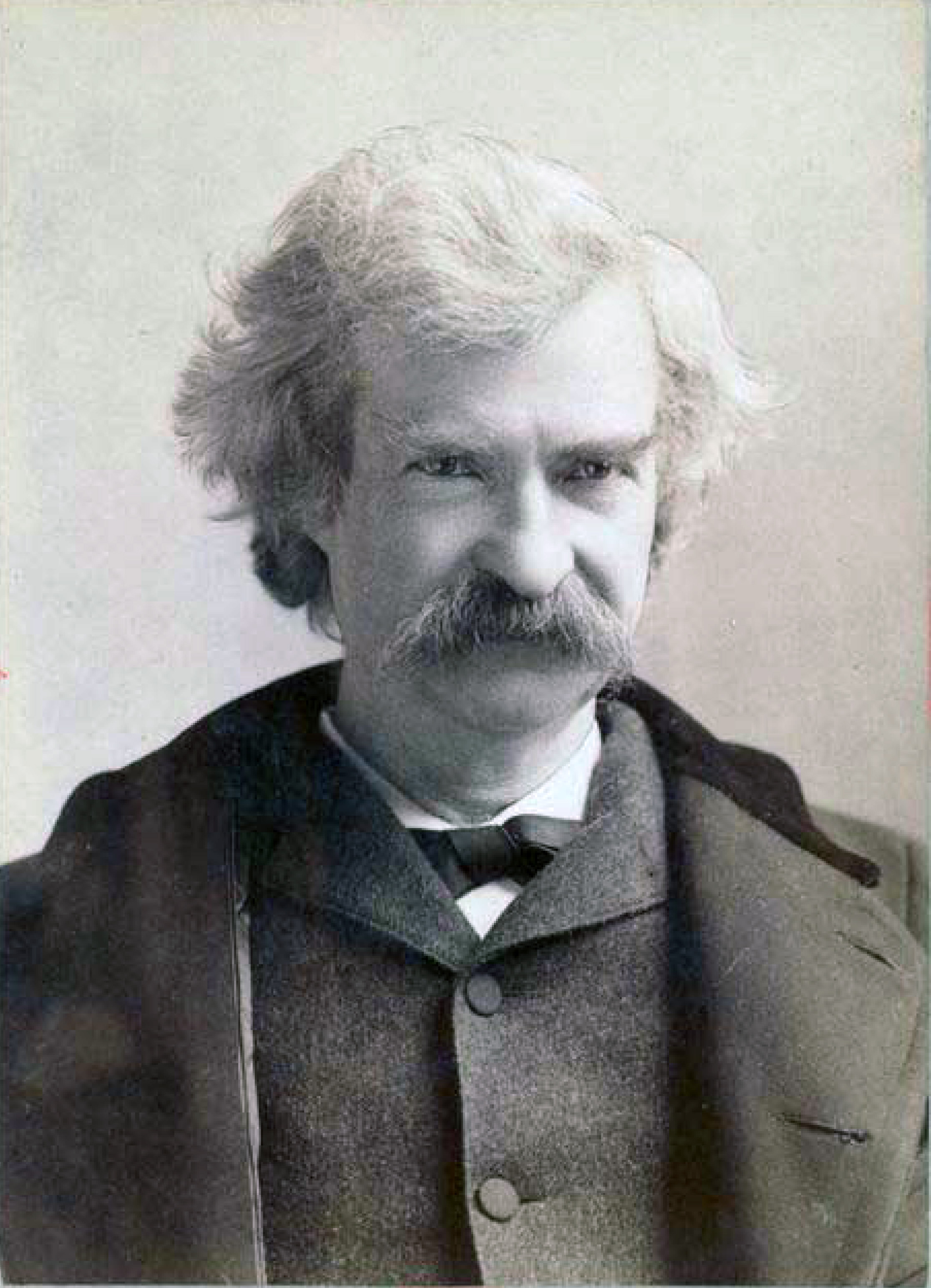
L'écrivain Mark Twain (1835-1910).

Le journal envoie Mark Twain en Europe, où il embarque le 8 juin 1867 sur le Quaker City pour le premier grand voyage organisé de l'histoire du tourisme : un pèlerinage en Terre Sainte organisé par l’Église évangéliste de Brooklyn, qui doit durer cinq mois et demi. 
À 32 ans, Mark Twain est chargé d'en faire le reportage pour l' Alta California, à qui il envoie successivement 53 articles. Ceux-ci sont repris par le New York Times et  l'Herald Tribune et ont un grand succès, ce qui amène l'auteur à en faire un livre dès 1869.